# Kristen Schaal
Kristen Schaal est une actrice et humoriste américaine née le 24 janvier 1978 à Longmont, Colorado.
Elle est principalement connue pour son rôle de Mel dans la série Flight of the Conchords et pour l'émission de télévision satirique The Daily Show, dans laquelle elle fait partie de la distribution régulière. De 2015 à 2018, elle tient le rôle féminin principal de la série The Last Man on Earth.
Active dans l'animation, elle est notamment la voix de Trixie dans la saga Toy Story (2010-) ou encore celle de Louise Belcher dans la série Bob's Burgers (2011-).

## Biographie
Elle a participé à la troupe The Whitest Kids U' Know.
Grâce à son timbre distinct, elle prête sa voix à de nombreux personnages d'enfants dans des œuvres d'animation,,. Ainsi, depuis 2011 elle prête sa voix à Louise dans la série d'animation Bob's Burgers ainsi que dans le film The Bob's Burgers Movie (en) sorti en 2022. De 2012 à 2016, elle joue Mabel Pines dans la série d'animation Gravity Falls, tandis que de 2014 à 2020, elle prête sa voix à Sarah Lynn dans la série d'animation BoJack Horseman.

## Filmographie

### Cinéma

#### Films
- 2001 : Kate et Léopold (Kate & Leopold) : Miss Tree
- 2004 : Poster Boy : Bookstore Lady #14
- 2005 : Adam & Steve : Ruth
- 2006 : Delirious : Joelle
- 2007 : Norbit : Event Organizer
- 2008 : The Goods: Live Hard, Sell Hard : Stewardess Stacey
- 2009 : L'Assistant du vampire (Cirque du Freak: The Vampire's Assistant) : Gertha Teeth
- 2009 : C'était à Rome (When in Rome) : Ilona
- 2010 : Valentine's Day : Ms. Gilroy
- 2010 : Shrek 4 : Il était une fin (Shrek Forever After) : Pumpkin Witch / Palace Witch
- 2010 : American Trip (Get Him to the Greek) : Today Show Production Assistant
- 2010 : The Dinner (Dinner for Schmucks) : Susana
- 2010 : Trop loin pour toi (Going the Distance) : Female Bartender
- 2011 : Les Muppets, le retour (The Muppets) : Moderator
- 2012 : La Famille Pickler (Butter) : Carol Ann
- 2012 : Sleepwalk with Me de Mike Birbiglia : Cynthia
- 2013 : Welcome to the Jungle : Brenda
- 2016 : The Boss de Ben Falcone : Sandy
- 2017 : Mon ex beau-père et moi (All Nighter) de Gavin Wiesen : Roberta
- 2017 : Le Mariage de mon ex (en) (Literally, Right Before Aaron) de Ryan Eggold : Talula
- 2017 : Austin Found (en) de Will Raee : Nancy
- 2018 : Boundaries de Shana Feste : JoJo Jaconi
- 2020 : Bill et Ted sauvent l'univers (Bill and Ted Face the Music) de Dean Parisot
- 2020 : Mon espion (My Spy) de Peter Segal : Bobbi
- 2024 : Mon espion 2 : Mission Italie (My Spy: The Eternal City) de Peter Segal : Bobbi

#### Films d'animation
- 2010 : Toy Story 3 : Trixie
- 2013 : L'Île des Miam-nimaux : Tempête de boulettes géantes 2 : Barb
- 2013 : Moi, moche et méchant 2 : Shanon
- 2017 : Capitaine Superslip (Captain Underpants) de David Soren : Edith
- 2019 : Toy Story 4 : Josh Cooley : Trixie
- 2022 : The Bob's Burgers Movie (en) de Loren Bouchard et Bernard Derriman (en) : Louise Belcher

### Télévision

#### Séries télévisées
- 2001-02 : The Education of Max Bickford (en) : Valerie Holmes (saison 1, épisodes 5, 8 et 19)
- 2004 : New York, unité spéciale (Law & Order: Special Victims Unit) : Abby (saison 5, épisode 12)
- 2007 : Flight of the Conchords : Mel
- 2007 : How I Met Your Mother : Laura Girard (saison 3, épisode 11)
- 2007 : New York, section criminelle (Law & Order: Criminal Intent) : Alana Binder (saison 6, épisode 16)
- 2008 : The Daily Show : Elle-même/commentateur - 9 épisodes
- 2008 : Mad Men : Nanette (saison 1, épisode 1)
- 2010 : Modern Family : Whitney (saison 1, épisode 13)
- 2010 : Comedy Lab (en) : Penelope (saison 11, épisode 3)
- 2010 : Fact Checkers Unit (en) : Paula - (saison 1, 8 épisodes)
- 2012 : 30 Rock : Hazel Whatshername
- 2013 : Wilfred : Anne
- 2014 : Glee : Mary Halloran  (saison 5, épisode 20)
- 2014 : The Hotwives : Amanda Simmons (7 épisodes)
- 2015-2018 : The Last Man on Earth : Carol
- 2019-2024 : What we do in the Shadows : Le Guide
- 2020 : Allô la Terre, ici Ned : elle-même (saison 1, épisode 2)
- 2021 : Le Mystérieux Cercle Benedict : Numéro Deux (9 épisodes)
- 2022 : Our Flag Means Death : Antoinette (saison 1, épisode 5)

#### Séries d'animation
- 2010 : Shrek, fais-moi peur ! (Scared Shrekless) : Sugar (court métrage)
- 2011 et 2018 : Les Simpson : Taffy (saison 22, épisode 20) et Louise Belcher (saison 30, épisode 3)
- depuis 2011 : Bob's Burgers : Louise Belcher (237 épisodes - en cours)
- 2012-2016 : Souvenirs de Gravity Falls : Mabel Pines (39 épisodes)
- 2014-2020 : BoJack Horseman : Sarah Lynn (14 épisodes)